# 서니 도엔치
서니 덴치(Sunny Doench, 영어 발음: /dɛntʃ/, 1972년 5월 21일 ~ )는 미국의 가수, 배우이다.
데이턴에서 태어났다.

## 출연 작품

### 영화
- 먹구름 (2004, Black Cloud)
- 리멤버 더 데이즈 (2007, Remember the Daze)
- 다운로딩 낸시 (2008, Downloading Nancy)
- Coffin (2011) - 로나 역